# ویسک (برند)
ویسک (انگلیسی: Wisk) یک برند آمریکایی از پودر لباسشویی بود که در ایالات متحده توسط یونیلیور (۱۹۵۶ تا ۲۰۰۸) و سان پروداکتس (۲۰۰۸ تا ۲۰۱۷) تولید می‌شد.